# Snehvide
 For alternative betydninger, se Snehvide (flertydig). (Se også artikler, som begynder med Snehvide)
Snehvide er kendt fra eventyret "Snehvide" af brødrene Grimm. Snehvide er en kongedatter. Hun er den smukkeste i verden; med hud så hvid som sne, læber så røde som blod og hår så sort som ibenholt. Da hendes stedmor dronningen anskaffer sig et spejl, der fortæller hvem der er den smukkeste i landet, bliver hun misundelig, da dét siger Snehvide. Snehvide må flygte ud i skoven, hvor hun søger ly i dværgenes hytte. Stedmoderen forklæder sig, finder hende og giver hende et forgiftet æble, men da dværgene ikke kan få sig selv til at begrave hende, lægger de hende i en glaskiste. En prins kommer forbi og bliver straks forelsket ved synet af Snehvide. Han får glaskisten med sig, men på vej hjem bliver den ved et uheld tabt, og bumpet får Snehvide til at hoste æblestykket op igen, og vågne. Derhjemme kigger stedmoren sig i sit spejl, og spørger hvem der er den smukkeste i landet. Spejlet svarer at nok er hun smuk, men den nye dronnning er endnu smukkere. Stedmoren bliver rasende og skynder sig for at finde dronningen, uden at vide at det er hendes egen steddatter. Eventyret ender med at stedmoren dør, da hun bliver sat til at danse i brandvarme jernsko, til Snehvides bryllup. 
Se også tegnefilmen: "Snehvide og de syv dværge" Walt Disneys filmatisering. Snehvide fra denne film dukker op som biperson i spin-off-serierne om de syv dværge, så hun må regnes med som figur i skovuniverset.

## Ekstern henvisning
- Snehvide Arkiveret 13. januar 2022 hos  Wayback Machine

- Wikimedia Commons har flere filer relateret til Snehvide